# Mil Máscaras
Aaron Rodríguez Arellano, mer känd under sitt artistnamn Mil Máscaras, född 15 juli 1942 är en mexikansk fribrottare (luchador) och skådespelare. Tillsammans med Blue Demon och El Santo är han ansedd som en av de mest legendariska fribrottarna genom historien i Mexiko, och även den första som lyckats internationellt. Han slog igenom i Mexiko 1965 med sin revolutionerande flygande stil i ringen. I början på 1970-talet började han uppmärksammas även internationellt. Han är en av många fribrottare i sin familj, hans brorson Alberto Del Rio (tidigare Dos Caras Jr.) är känd från World Wrestling Entertainment där Mil Máscaras själv varit aktiv från och till på 1970–1990-talet.